# José de la Borda
Pour les articles homonymes, voir Borda.
Joseph Gouaux de Laborde Sánchez, plus connu sous le nom de José de la Borda, né en 1699 à Oloron et mort le 30 mai 1778, est un industriel franco-espagnol du XVIIIe siècle ayant émigré en Nouvelle-Espagne. Il est connu pour l’immense fortune assemblée dans les mines de Taxco et du Zacatecas, qui fait de lui l’homme le plus riche de Nouvelle-Espagne de cette époque. Il emploie sa fortune pour financer des monuments architecturaux dont le temple de Santa-Prisca de Taxco (es) est l’exemple le plus représentatif.

## Biographie

### Les premières années et l’arrivée au Mexique
La date et le lieu de naissance de José de la Borda ne font pas l’unanimité ; diverses sources le font naître en 1699 ou en 1700 dans la province de Jaca dans le royaume d’Aragon, mais plus certainement à Oloron où il semble avoir été baptisé le 2 février 1699 en l’église Saint-Pierre.
Son père, Pierre Laborde, est un soldat de l’armée de Louis XIV et sa mère, Magdalena Sánchez, est espagnole. Son frère aîné, Francisco quitte l’Europe pour le Mexique en 1708. Huit ans plus tard, José de La Borda vogue à son tour vers le Mexique pour travailler à La Lajuela, une mine en exploitation à Tehuilotepec, un village proche de Taxco. À cette époque, la région de Taxco est l’une des zones minières les plus riches du Mexique, d’où s’extraient entre autres fer, argent et or.
José de la Borda a 17 ans lorsqu'il arrive au Mexique. Trois ans plus tard, en 1720, il se marie avec Teresa Verdugo, fille du capitaine Verdugo et sœur cadette de l’épouse de Francisco. Deux enfants naissent de cette union, Ana María, qui meurt en bas âge, et Manuel.

### L’exploitant minier
Après quelques années de travail avec son frère, José de la Borda s'installe à son compte en 1734 à Tlalpujahua de Rayón dans l'État du Michoacán. La mine qu'il y ouvre s'avère très rapidement prometteuse.
Son frère meurt en 1738, laissant sa fortune et ses titres de propriété à José de la Borda. Ce dernier décide d'une exploration plus approfondie de la mine d'argent de La Lajuela, qui révèle rapidement de nouveaux gisements. En conséquence de ses événements qui augmentent considérablement sa fortune, de la Borda ordonne la construction du temple monumental de Santa Prisca.
Alors que les ressources de la mine de la Lajuela commencent à s'épuiser, de la Borda découvre un gisement encore plus riche à Taxco, qu'il nomme San Ignacio. Avec l'argent résultant de cette nouvelle exploitation, il étend et rénove l'église de Santa Prisca. La mine de Taxco demeure en exploitation pendant neuf ans.
Ses mines s'épuisant, de la Borda recherche de nouveaux gisements à partir de 1761 à Mineral del Monte et au Chontalpa (es), un district de l'État de Tabasco. En situation de quasi-faillite, il se résout à hypothéquer la seule possession qui lui reste, le temple de Santa Prisca, afin de financer une nouvelle exploration à Zacatecas. Dès son arrivée dans cette cité minière, il travaille à la mine appelée La Quebradilla, mais les rendements sont juste suffisants pour couvrir ses échéances financières. Avec le peu d'argent qu'il a conservé il ouvre la mine La Esperanza qui fait bientôt de lui l'homme le plus riche de la colonie,, comme il l'avait été de Taxco. Il est alors nommé régent de la ville.
Sa santé se dégrade à partir de 1776, en partie à cause de son âge, mais aussi en raison d'une intoxication au mercure s'ajoutant à d'autres maladies. Malgré son désir de se retirer à Taxco, son fils le convainc de s'installer à la Casa Borda, la maison familiale de Cuernavaca, ville où Manuel exerce des fonctions de prêtre.
Peu avant sa mort, José de la Borda reçoit les derniers sacrements de son propre fils,. Sa fortune s'élève alors à 40 millions de pesos ; on estime que durant sa splendeur, il a été l'homme le plus riche du Mexique et peut-être du monde.

### Le mécène
José de la Borda est connu pour être à l'origine de trois monuments toujours existants au XXIe siècle, l'église Santa Prisca à Taxco, la Casa Borda dans la ville de Mexico et le jardin Borda (Jardín Borda) de Cuernavaca.
La construction du temple Santa Prisca s'étale de 1751 à 1758. José de la Borda choisit les meilleurs architectes, artistes et artisans tels que Miguel Cabrera pour l'agencement et la décoration. Dans la mesure où il assure le financement total de la construction, il se réserve le contrôle de l'esthétique de l'édifice. Le style exubérant de l'ensemble peut être classé entre baroque et churrigueresque, avec deux tours de pierre rose.
L'orgue en bois précieux est toujours en activité 250 ans après avoir été importé d'Allemagne.
Le temple porte le nom de Santa Prisca, une aristocrate romaine qui mit Claude II le Gothique au défi de renoncer à Apollon pour reconnaître le Christ comme dieu unique. À l'époque de sa construction, l'église est considérée comme présentant les ornementations les plus belles de la Nouvelle Espagne. Elle recèle de nombreuses sculptures et décorations qui ont été, à l'origine, peintes d'or et décorées de pierres précieuses. De nombreux objets ont été, depuis, transférés dans les cathédrales de Mexico et de Paris.
Le jardin Borda est à l'origine une grande propriété de Cuernavaca, appartenant à la famille de la Borda. C'est là que meurt José de la Borda en 1778. C'est après son décès que son fils Manuel décide de transformer les alentours de la maison en jardins, les garnissant de fleurs et d'arbres fruitiers, afin de satisfaire sa passion pour la botanique. On trouve également dans ces jardins, des ruisseaux et des plans d'eau complétés en 1783.
En 1864, le jardin Borda devient la résidence d'été de l'empereur Maximilien Ier et de son épouse Charlotte de Belgique. Il accueille de grandes figures politiques telles Porfirio Diaz et Emiliano Zapata.
Le jardin est devenu au XXe siècle un parc ouvert au public et la maison a été transformée en musée.
La Casa Borda est située rue Madero, dans le centre historique de Mexico. La construction recouvrait à l'origine l'équivalent d'un pâté de maisons et était destinée à rivaliser avec les palais de Hernán Cortés et de ses héritiers. L'immeuble est un cadeau offert par José de la Borda à son épouse au moment où l'exploitation des mines de Zacatecas lui permet de renouer avec la fortune.
Chacun des deux étages supérieurs est entouré d'un balcon d'acier qui fait tout le tour de la structure.
À la mort de José de la Borda, la maison est divisée, perdant une grande partie de ses balcons, à l'exception de la partie qui donne sur la rue Madero.

### Héritage
La générosité de José de la Borda envers l'Église catholique se reflète dans la devise de la famille : « Dieu donne à Borda ; Borda donne à Dieu » (Dios da a Borda, Borda da a Dios).
Bien que le temple de Santa Prisca soit le plus grand des monuments associés au personnage, José de la Borda a aidé et financé de nombreuses œuvres caritatives non seulement religieuses mais également sociales. L'archevêque de Nouvelle Espagne, Antonio Jiménez y Frías, décrit Borda comme un « mineur qui se distingue par sa charité, unique par sa vertu, exceptionnel par son humilité, un phénix par ses idéaux libéraux, en un mot, un héros des mineurs d'Amérique ».
Il existe également un parchemin signé de Benoît XIV, dédié au mineur franco-espagnol, qui fait référence à l'amitié entre le pape et José de Borda.